# Elyse Levesque
Elyse Marie Levesque (Regina, 10 settembre 1985) è un'attrice e modella canadese.

## Carriera
Ha iniziato a recitare all'età di 11 anni quando entra a far parte di una compagnia stabile di giovani attori per la serie televisiva per bambini The Incredible Story Studio. 
Terminata la scuola superiore gira il mondo per due anni lavorando come modella, principalmente a Taiwan, in Giappone, in Italia, Spagna e Francia prima di tornare in Canada per studiare belle arti. Nel 2006 si trasferisce a Vancouver, British Columbia, per concentrarsi a tempo pieno la carriera di attrice. Frequenta corsi di recitazione e lavora in diverse produzioni televisive e cinematografiche. 
Nel 2009 entra nel cast della serie Stargate Universe recitando il ruolo di Chloe Armstrong, ricoprendolo fino al 2011. Dal 2013 al 2014 prende parte alla serie Cedar Cove, nel ruolo di una delle protagoniste, Maryellen Sherman.
Nel 2014 prende parte alla prima stagione della serie The Originals interpretando la parte della giovane e spietata strega Geneviev.

## Filmografia

### Cinema
- The Lost Angel, regia di Dimitri Logothetis (2005)
- Normal, regia di Carl Bessai (2007)
- Slumber Party Slaughter, regia di Rebekah Chaney (2012)
- In Return, regia di Chris Dymond (2012)
- Sons of Liberty, regia di Drew Hall (2013)
- Fishing Naked, regia di Peter Coggan (2015)
- Spare Change, regia di Arturo Guzman e Jonathan Talbert (2015)
- Mesmerized, regia di Paul Hougland (2015)
- Finché morte non ci separi (Ready or Not), regia di Matt Bettinelli-Olpin e Tyler Gillett (2019)

### Televisione
- Incredible Story Studios - serie TV (1997)
- MythQuest - serie TV, 1 episodio (2001)
- 2030 CE - serie TV, 5 episodi (2002-2003)
- La culla vuota (The Cradle Will Fall) - film TV, regia di Rob W. King (2004)
- renegadepress.com - serie TV, 2 episodio (2004)
- Family in Hiding - film TV, regia di Timothy Bond (2006)
- Masters of Horror - serie TV, 1 episodio (2007)
- Verità inaccettabile (Unthinkable) - film TV, regia di Keoni Waxman (2007)
- How I Married My High School Crush - film TV, regia di David Winkler (2007)
- Mortal College - film TV, regia di Bert Kish (2007)
- Flash Gordon - serie TV, 1 episodio (2007)
- Smallville - serie TV, 2 episodi (2007)
- Journey to the Center of the Earth - film TV, regia di T.J. Scott (2008)
- Men in Trees - Segnali d'amore (Men in Trees) - serie TV, 1 episodio (2008)
- Storm Cell - Pericolo dal cielo (Storm Cell) - film TV, regia di Steven R. Monroe (2008)
- SGU Stargate Universe Kino - miniserie TV, 4 episodi (2009-2010)
- Stargate Universe - serie TV, 40 episodi (2009-2011)
- Cedar Cove - serie TV, 12 episodi (2013-2015)
- The Originals - serie TV, 12 episodi (2014)
- Transporter: The Series - serie TV, 2 episodi (2014)
- Containment - serie TV, 2 episodio (2016)
- Motive - serie TV, 1 episodio (2016)
- Notorious - serie TV, 1 episodio (2016)
- Shoot the Messenger - serie TV, 8 episodi (2016)
- Legends of Tomorrow - serie TV, episodio 2x12 (2017)
- Private Eyes - serie TV, episodi 4x07-4x08 (2020-2021)
- Magnum P.I. - serie TV, episodio 3x11 (2021)
- The Orville – serie TV, episodio 3x07 (2022)
- NCIS - Unità anticrimine (NCIS) – serie TV, episodio 20x05 (2022)
- Quantum Leap – serie TV, episodio 7x01 (2022)

## Doppiatrici italiane
Nelle versioni in italiano delle opere in cui ha recitato, Elyse Levesque è stata doppiata da:
- Francesca Manicone in Cedar Cove, Finché morte non ci separi
- Letizia Scifoni in 2030 CE, Orphan Black
- Chiara Gioncardi in Stargate Universe, Magnum P.I.
- Roberta De Roberto in Men in Trees - Segnali d'amore
- Domitilla D'Amico in Storm Cell - Pericolo dal cielo
- Giò Giò Rapattoni in Transporter: The Series
- Tatiana Dessi in Masters of Horror
- Giulia Catania in The Originals
- Barbara De Bortoli in Motive
- Stella Musy in Private Eyes
- Eleonora Reti in NCIS - Unità anticrimine